# Himalayaprachtroodmus
De himalayaprachtroodmus (Carpodacus pulcherrimus) is een zangvogel uit de familie Fringillidae (Vinkachtigen).

## Verspreiding en leefgebied
Deze soort komt voor in de Himalaya van (Himachal Pradesh tot Nepal, Bhutan zuidoostelijk Tibet) en telt twee ondersoorten:
- C. p. pulcherrimus: de centrale en oostelijke Himalaya.
- C. p. argyrophrys: zuidelijk Mongolië en het westelijke deel van Centraal-en het noordelijke deel van Centraal-China.